# 入澤まい
入澤 まい（いりさわ まい、1999年6月2日 - ）は、日本の女子バレーボール選手である。

## 来歴
埼玉県三郷市出身。実父は192cm、実母は170cmの高身長。また実父は高校時代バレーボールの選手で、実母もママさんバレー経験者というバレーボールDNAを持ち、両親に勧められて小学2年からバレーボールを始めた。小学校6年生時には170cmに到達。高校卒業までに188cmまで伸びた。その恵まれた身長から期待を受け、注目選手としてバレー界に存在が広まっていった。
三郷市立彦糸中学校在校中の2014年（中学3年時）には、全日本中学選抜チームのメンバーに選出される。同年の第28回全国都道府県対抗中学大会には埼玉選抜のメンバーとなり、ベスト8に食い込む健闘をみせてオリンピック有望選手に選出された。その後、オールスタードリームマッチに選ばれた4人の中学生の内の1人に入った。
高校は地元埼玉県の強豪校である春日部共栄高等学校に進学。怪我や体調不良などに苦しみながらも入部から引退までの3年間エースを務め続けた。高校3年時のインターハイには男女でアベック出場を果たした。その後国体の埼玉県選抜に選ばれ、えひめ国体では埼玉県少年女子バレー部門では初となるベスト4進出。3位決定戦で破れたものの4位という成績に貢献した。3年間で1度も春高に出場することは出来なかったが、最終成績は埼玉県2位。さらに、それまでの活躍が評価され「埼玉県優秀選手賞」を受賞した。
2017年8月の高校生選抜のメンバーとなりタイ遠征に参加、中心メンバーとして活躍した。中学3年から高校2年まで3年連続でオールスタードリームマッチに選出された。
2017年12月13日、V・プレミアリーグの日立リヴァーレ（現・Astemoリヴァーレ茨城）への入団内定が発表された。年明けのVレギュラーラウンド・上尾メディックス（現・埼玉上尾メディックス）戦にスタメンとして起用され、8得点（アタック6点、ブロック2点）をあげてプレミアデビューを飾った。2018年9月にタイのナコンラチャシマで開催された第6回アジアカップに出場。U23の14人に選ばれて、準優勝という成績を収め、日本勢初となる銀メダルを獲得した。2019年8月に行われたアジア選手権にも日本代表Bとして出場。フル代表で挑んでいたタイや韓国を破り優勝。アジアチャンピオンとなり金メダルを獲得した。
2019年度の日本代表に初選出され、続けて2020年度の登録メンバーにも入り、2年連続での選出となった。2020年8月に行われた日本代表リモートマッチにも出場した。
2023年、日本代表登録メンバーに選出され、VNLとOQTに出場した。
2018-19シーズン、2021-22シーズン、2022-23シーズンのVオールスターゲームにも選出され、参加した。
2024年6月3日、現役引退が発表された。
2024年10月1日、社会人クラブチームの東京スリジエに加入。全国6人制リーグ東部決勝リーグでブロック賞を獲得した。2024年度末をもって退団。
2025年6月、埼玉上尾メディックス入団が発表され、1年ぶりのトップリーグ復帰となった。

## 球歴
- 日本代表（2019-2020年、2023年）

## 所属チーム
- 三郷市立彦糸中学校
- 春日部共栄高等学校（2015-2018年）
- 日立Astemoリヴァーレ（2018-2024年）
- 東京スリジエ（2024-2025年）
- 埼玉上尾メディックス（2025年-）

## 受賞歴
- 2014年 - 全国都道府県対抗中学大会 オリンピック有望選手賞
- 2017年 - 埼玉県優秀選手賞
- 2023年 - 2022-23 V.LEAGUE DIVISION1 WOMEN フェアプレー賞[16]
- 2025年 - 全国6人制リーグ東部決勝リーグ ブロック賞

## 個人成績
Vプレミアリーグレギュラーラウンドにおける個人成績は下記の通り。
| シーズン | 所属 | 出場 | 出場   | アタック | アタック | アタック | アタック | ブロック | ブロック | サーブ | サーブ | サーブ | サーブ | レセプション | レセプション | 総得点 | 備考     |
| -------- | ---- | ---- | ------ | -------- | -------- | -------- | -------- | -------- | -------- | ------ | ------ | ------ | ------ | ------------ | ------------ | ------ | -------- |
| シーズン | 所属 | 試合 | セット | 打数     | 得点     | 決定率   | 効果率   | 決定     | /set     | 打数   | エース | 得点率 | 効果率 | 受数         | 成功率       | 総得点 | 備考     |
| 2017/18  | 日立 | 3    | 5      | 12       | 6        | 50.0%    | %        | 2        | 0.40     | 12     | 0      | %      | -8.3%  | 2            | 0.0%         | 8      | 内定選手 |
| 2018/19  | 日立 |      |        |          |          | %        | %        |          |          |        |        | %      | %      |              | %            |        |          |